# بطولة اتحاد غرب آسيا للسيدات
بطولة اتحاد غرب آسيا للسيدات، أو بطولة WAFF للسيدات، هي مسابقة دولية في كرة القدم للسيدات تتنافس فيها المنتخبات الوطنية للسيدات لأعضاء اتحاد غرب آسيا لكرة القدم (WAFF)، الهيئة المنظمة لكرة القدم في غرب آسيا.
تُقام البطولة، في المتوسط، كل سنتين إلى ثلاث سنوات. أُقيمت النسخة الأولى في عام 2005، حيث فاز المنتخب الأردني المستضيف باللقب. يُعد الأردن أيضًا البطل الحالي، بعد فوزه بلقب نسخة 2024، وهو الفريق الأكثر تتويجًا بالبطولة برصيد ستة ألقاب.

## النتائج
|   | النسخة      | المستضيف                 |                            | النهائي               | النهائي                                                | النهائي       |                       | مباراة المركز الثالث       | مباراة المركز الثالث | مباراة المركز الثالث |  | عدد الفرق |
|   | النسخة      | المستضيف                 | البطل                      | النتيجة               | الوصيف                                                 | المركز الثالث | النتيجة               | المركز الرابع              |                      |                      |  | عدد الفرق |
| - | ----------- | ------------------------ | -------------------------- | --------------------- | ------------------------------------------------------ | ------------- | --------------------- | -------------------------- | -------------------- | -------------------- |  | --------- |
| 1 | 2005 تفاصيل | الأردن                   | · الأردن                   | د/ر                   | · إيران                                                | · سوريا       | د/ر                   | · البحرين                  | 5                    |                      |  |           |
| 2 | 2007 تفاصيل | الأردن                   | · الأردن                   | د/ر                   | · إيران                                                | · لبنان       | د/ر                   | · سوريا                    | 4                    |                      |  |           |
| 3 | 2010 تفاصيل | الإمارات العربية المتحدة | · الإمارات العربية المتحدة | 1–0                   | · الأردن                                               | · البحرين     | 3–0                   | · فلسطين                   | 6                    |                      |  |           |
| 4 | 2011 تفاصيل | الإمارات العربية المتحدة | · الإمارات العربية المتحدة | 2–2 (ب.و.إ.) (6–5 ج.) | · إيران                                                | · البحرين     | 0–0 (ب.و.إ.) (4–3 ج.) | · الأردن                   | 8                    |                      |  |           |
| 5 | 2014 تفاصيل | الأردن                   | · الأردن                   | د/ر                   | · فلسطين                                               | · البحرين     | د/ر                   | · قطر                      | 4                    |                      |  |           |
| 6 | 2019 تفاصيل | البحرين                  | · الأردن                   | د/ر                   | · البحرين                                              | · لبنان       | د/ر                   | · الإمارات العربية المتحدة | 5                    |                      |  |           |
| 7 | 2022 تفاصيل | الأردن                   | · الأردن                   | د/ر                   | · لبنان                                                | · سوريا       | د/ر                   | · فلسطين                   | 4                    |                      |  |           |
| 8 | 2024 تفاصيل | السعودية                 |                            | · الأردن              | 2–2 (ب.و.إ.) 5–3 pen. مدينة الأمير عبد الله الفيصل جدة | · نيبال       |                       | فلسطين و لبنان             | فلسطين و لبنان       | فلسطين و لبنان       |  | 8         |

### الدول المشاركة
| الفريق                   | 2005   | 2007   | 2010   | 2011   | 2014   | 2019   | 2022   | السعودية | المجموعات |
| ------------------------ | ------ | ------ | ------ | ------ | ------ | ------ | ------ | -------- | --------- |
| إيران                    | الثاني | الثاني | م.م    | الثاني |        |        |        |          | 4         |
| الإمارات العربية المتحدة |        |        | البطل  | البطل  |        | الرابع |        |          | 3         |
| الأردن                   | البطل  | البطل  | الثاني | الرابع | البطل  | البطل  | البطل  | البطل    | 8         |
| البحرين                  | الرابع |        | الثالث | الثالث | الثالث | الثاني |        |          | 5         |
| سوريا                    | الثالث | الرابع |        | م.م    |        |        | الثالث | م.م      | 5         |
| العراق                   |        |        |        | م.م    |        |        |        | م.م      | 2         |
| فلسطين                   | م.م    |        | الرابع | م.م    | الثاني | م.م    | الرابع | ن.ن      | 7         |
| قطر                      |        |        |        |        | الرابع |        |        |          | 1         |
| الكويت                   |        |        | م.م    |        |        |        |        |          | 1         |
| لبنان                    |        | الثالث |        | م.م    |        | الثالث | الثاني | ن.ن      | 5         |
| المجموع                  | 5      | 4      | 6      | 8      | 4      | 5      | 4      |          |           |

دليل:
- #: مدعو
- : البلد المضيف
- : لم يشارك
- ي.ف.ب: يحدد فيما بعد
- م.م: مرحلة المجموعات
- ن.ن: بلغ نصف النهائي (لا مباراة للمركز الثالث)
- انس.: انسحب